# دبابة دمية

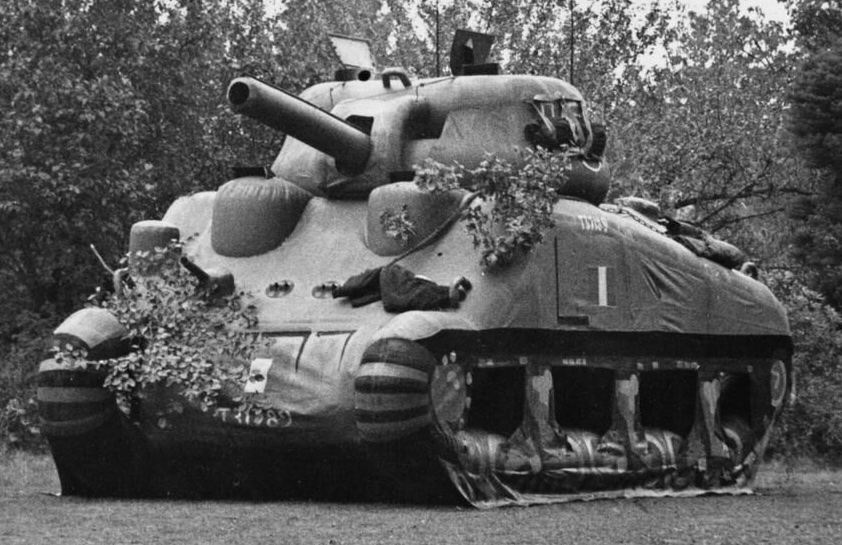
دبابة دمية منمذجة على شكل دبابة شيرمان

الدبابة الدمية هي سلاح وهمي يقصد به تضليل العدو ليعتقد بأنها دبابة حقيقية بغية حماية المعدّات والأهداف الحقيقية، كذلك تُستخدم لخداع العدو حيث تضيف للجيوش التي تستخدمها نقاط قوة وهمية ترهب أو تردع العدو. أول استخدام لهذا النوع من الخداع العسكري كان في الحرب العالمية الثانية.

## تاريخ
خلال الحرب العالمية الثانية استُخدِمتْ «الأسلحة الوهمية» ومن ضمنها «الدبابة الدمية» من كلا جيوش قوات الحلفاء وقوات المحور. أطلق البريطانيون على دبابات الدمى الاسم سبوفس spoofs. استخدم الأمريكيون أيضاً هذا النوع من الخداع. قبل اندلاع الحرب، استخدم الفيرماخت هذا النوع من الدبابات لتجربة التكتيكات القتالية ولتدريب الجنود.
من أوائل استخدامات هذه الدبابات الدمى في الحرب العالمية الثانية كان استخدامها في حملة شمال أفريقيا، تمكّن سلاح المهندسين الملكيين في الجيش البريطاني من تصنيع ثلاثة فيالق دبابات ملكية بين أبريل ويونيو 1941. صنعوا فيلقا آخرا في نوفمبر من العام نفسه. هذه الدبابات الدمى كان يمكن طيها، وحملها بسهولة. لكن المهندسين الملكيين طوروا هذه النماذج أكثر. استعملت سيارات الجيب لجعل هذه الدبابات الدمى تبدو حقيقية أكثر.
خلال حرب الخليج الثانية استخدمت القوات العراقية دبابات دمى من المطاط يمكن نفخها، لتظهر بصورة دبابات حقيقية إذا رصدت بالعين أو كاميرا التلفاز.

## الدبّابات الوهمية الحديثة
بدأ الجيش الروسي بعد انهيار الاتحاد السوفيتي في استخدام دبابات وطائرات وصواريخ وهمية، وهي أشكال أسلحة قابلة للنفخ، حيث يقوم أحد معامل خوتكوفو على بعد نحو خمسين كيلومترا عن موسكو، بصنع تلك المعدات الخادعة بالحجم الطبيعي لتلبية طلبيات زبونهم الرئيسي، الجيش الروسي. يعود هذا المصنع لمؤسسة روسبال هذه التي تأسست في العام 1993 إذ تصنع أسلحة وهمية منها دبابات تي-80 وصواريخ أس - 300 وطائرات مقاتلة وذلك حسبما صرّح فيكتور تالانوف مدير المعمل. يشرح تالانوف، أن المعمل الروسي يصنع أيضًا قصورًا قابلة للنفخ وغيرها من ألعاب الأطفال القابلة للنفخ، كون أن «هذه الأدوات تنجح في خداع العدو، وهي تحمي المعدات الحقيقية من خلال التضليل».